# Virgo Sapiens Instituut (Londerzeel)
Het Virgo Sapiensinstituut is een katholieke school van de Zusters Ursulinen van Tildonk in Londerzeel (bisdom Mechelen-Brussel, provincie Vlaams-Brabant).
Het Virgo Sapiens verstrekt algemeen secundair onderwijs (ASO), technisch secundair onderwijs (TSO) en beroepssecundair onderwijs (BSO):
- ASO Economie-Moderne talen
- ASO Economie-Wiskunde
- ASO Latijn-Moderne talen
- ASO Latijn-Wiskunde
- ASO Moderne talen-Wetenschappen
- ASO Wetenschappen-Wiskunde
- ASO Humane Wetenschappen
- TSO Sociale en Technische Wetenschappen
- BSO Verzorging (inclusief 7e jaar Thuis- en bejaardenzorg)

## Geschiedenis
Op 6 december 1837 begonnen drie zusters Ursulinen uit Melsbroek, een klein dorp dicht bij Londerzeel, op vraag van pastoor Cruckx met een school voor meisjes, in het centrum van Londerzeel. Daarmee was het startsein van het Virgo Sapiensinsituut gegeven. De Ursulinen legden zich toe op onderwijs en opvoeding voor meisjes. In 1840 opende er een internaat en in 1850 een kantwerkschool. In het begin van de 20e eeuw, zeker voor de Eerste Wereldoorlog, was er al sprake van middelbaar onderwijs.